# Casa Prat (Olot)
La Casa Prat és un habitatge a la ciutat d'Olot (la Garrotxa) protegit com a bé cultural d'interès local.

## Arquitectura
Casa de planta rectangular, amb planta baixa, pis i terrassa. La primera va ser estucada imitant pedra. Té una àmplia porta central de mig punt amb pilastres i capitells decorats amb fullatges i la clau decorada amb volutes i un escut heràldic emmarcat per fullatges. A l'entrada hi ha un doble arquet de mig punt amb una pinya penjant en la intersecció dels dos arcs. Cal remarcar que els batents de la porta són de l'època, en fusta treballada, amb decoració de fullatges. Les finestres de cada costat estan igualment decorades amb motius florals. El primer pis té una gran balconada sostinguda per mènsules, amb tres portes d'accés decorades igualment amb motius florals. És destacable el gran fris que corre sota la cornisa, amb fullatges i tres medallons amb les obertures de ventilació del cel ras, també decorades. La terrassa té la balustrada amb grans fullatges estilitzats i quatre pilastres coronades per sengles cistells de flor de pedra artificial. Als laterals hi ha dos cossos afegits posteriorment.

## Història
El barri de Sant Ferriol va començar com un barri extramurs. On avui hi ha botigues hi havia corts de porcs, xais i fins i tot cavalls i bous. Durant el segle xix es tira endavant el projecte d'urbanització de Plaça Clarà i del Firal o Passeig d'en Blay; les muralles varen ser aterrades i es començà a donar forma urbanística al carrer que fins aleshores havia estat extramurs. Es basteix la capella dedicada al Sant que es troba al final del carrer; molts casals seran bastits de nova planta i altres seran profundament renovats, com les cases núm. 46, 27 i 29.